# Taanit
Taanit (en hebreu: מסכת תענית) (transliterat: Masechet Taanit) és un tractat de la Mixnà, de la Tosefta i del Talmud. En el judaisme aquestes són les obres bàsiques de la literatura rabínica. Aquest tractat es dedica principalment als dejunis, a les seves pràctiques i oracions. En la majoria de les edicions del Talmud aquest tractat és el novè de l'ordre de Moed, i està dividit en quatre capítols que contenen 34 folis en total. El següent és un resum del seu contingut:

## Contingut del tractat
Capítol 1: El capítol tracta sobre el temps quan s'ha de començar a parlar de la pluja en la segona benedicció del Shmoneh Esreh i a resar perquè plogui en la vuitena benedicció (1-3); el temps durant el qual s'ha de dejunar a causa de l'escassetat de pluja -dos períodes successius de tres dies cadascun, i un de final de set dies- i les distincions entre aquests varis dies pel que fa al rigor en el dejuni (4-6); la naturalesa del dol nacional en cas que no plogui després de molts dies de dejuni (7).
Capítol 2: Aquest capítol tracta sobre les cerimònies que han de ser observades en el dejuni (1); les oracions i el so de la trompeta en aquest sentit (2-5); la participació dels sacerdots, tant en els dejunis de tres dies, com en els de set dies (6-7); dies en què els dejunis públics estan prohibits segons el Meguilat Taanit (8-10).
Capítol 3: Aquest capítol tracta sobre els casos en els quals l'ordre del dejuni pot ser canviat, i la trompeta pot ser tocada al principi del dejuni (1-3); en altres ocasions en les quals el dejuni és sostingut i la trompeta és tocada, com quan una plaga esclata en una ciutat, o quan un exèrcit marxa contra ella (4-7); parla sobre Joni Hameaguel, que va resar per la pluja (8); en els casos en els quals el dejuni finalitza quan la pluja comença a caure (9).
Capítol 4: El capítol tracta sobre els dies en què els sacerdots aixequen les seves mans quatre vegades per beneir al poble (1); la institució d'assistents laics per al sacrifici, el temps en què es reunien, els dies en què dejunaven, i les seccions de les escriptures que llegien cada dia (2-4); el dia del mes designat per portar l'ofrena de llenya, durant el període del Temple (5); el 17 de Tammuz i Tixà Be-Av, i els cinc tristos esdeveniments que li van ocórrer al poble jueu en cadascun d'aquests dies (6-7); les festivitats que van marcar a Yom Kippur i Tu Be-Av (el dia més important de l'ofrena de llenya) en l'antiguitat a Jerusalem, quan les donzelles, vestides de blanc, van ballar entre les vinyes i van cridar als joves a cercar núvies dignes per a si mateixos (8).